# Savigny-sur-Ardres
Savigny-sur-Ardres is een gemeente in het Franse departement Marne (regio Grand Est) en telt 259 inwoners (1999). De plaats maakt deel uit van het arrondissement Reims.

## Geografie
De oppervlakte van Savigny-sur-Ardres bedraagt 8,9 km², de bevolkingsdichtheid is 29,1 inwoners per km².
De onderstaande kaart toont de ligging van Savigny-sur-Ardres met de belangrijkste infrastructuur en aangrenzende gemeenten.

## Demografie
Onderstaande figuur toont het verloop van het inwonertal (bron: INSEE-tellingen).